# Arc majeur

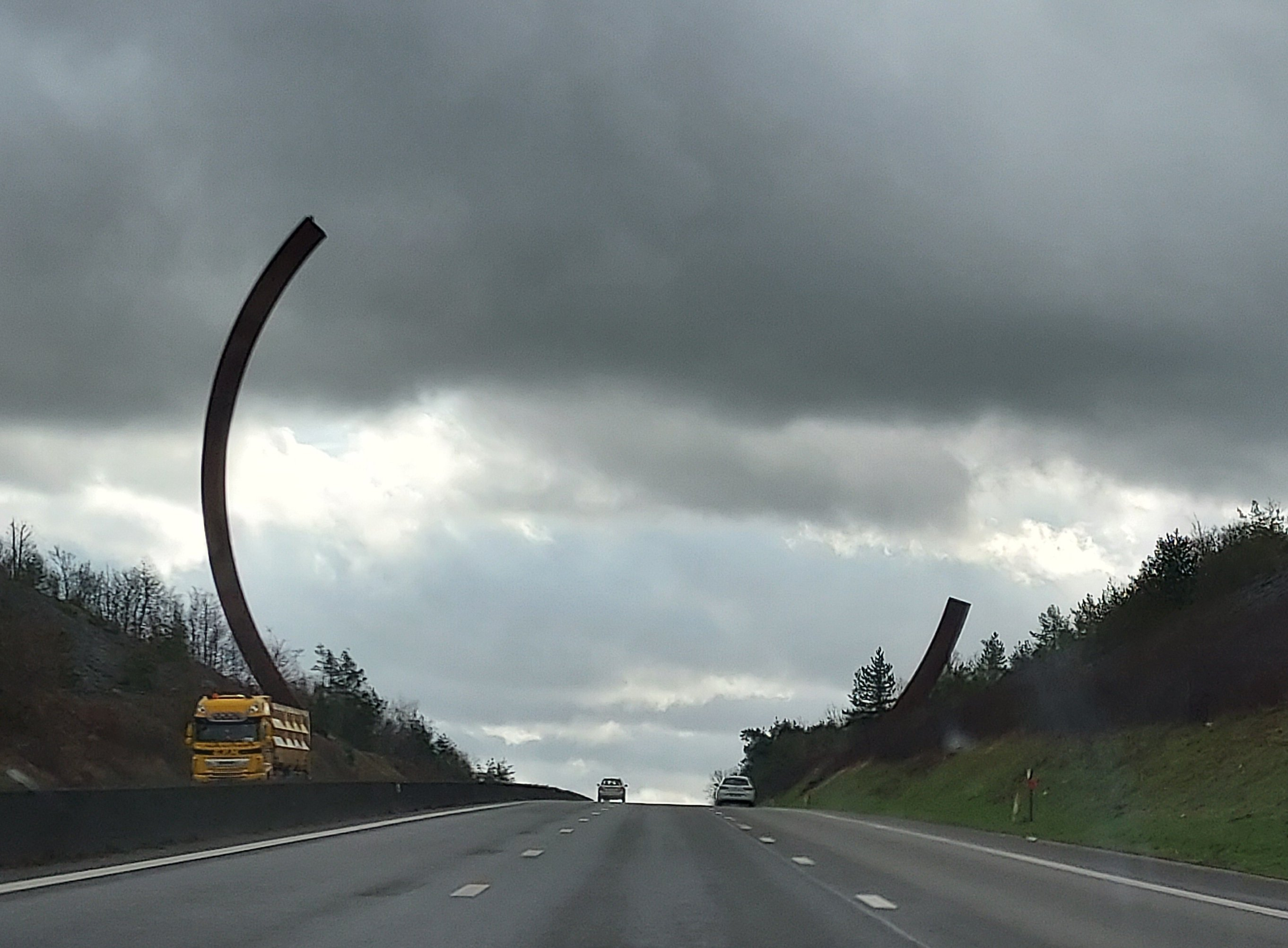
L'Arc Majeur de part et d'autre de l'autoroute E411 en Belgique - le camion donne l'échelle.

Bernar Venet, auteur de lArc Majeur.

Arc majeur est une œuvre monumentale de Bernar Venet qui a été installée de part et d'autre de l'autoroute E411 (A4) en Belgique en 2019, à proximité de Lavaux-Sainte-Anne au sud-est de Namur. D'une hauteur de 60 m, c'est la plus haute sculpture publique d'Europe.

## Historique
La sculpture avait initialement été prévue pour être installée sur l'autoroute A6 en France en 1984, à la demande du ministre de la Culture Jack Lang, mais le projet n'avait pas abouti à l'époque, à cause de l'opposition d'élus locaux. 
Son installation a nécessité la coupure du trafic de l'autoroute E411. L'arc a été inauguré officiellement le 23 octobre 2019.
Il a été financé par la Fondation John Cockerill.

## Description
D'une hauteur de 60 m et d'un diamètre de 75 m, c'est un arc de cercle incliné de 205,5 degrés, installé perpendiculairement à l'autoroute, réalisé en acier Corten, d'une masse totale de 200 tonnes. L'Arc majeur qui est installé à la borne kilométrique 99 de l'autoroute, donne l'impression aux automobilistes de passer sous une arche.